# Leptusa obscura
Leptusa obscura är en skalbaggsart som beskrevs av Willis Blatchley 1910. Leptusa obscura ingår i släktet Leptusa och familjen kortvingar. Inga underarter finns listade i Catalogue of Life.